# Den glade Enke (film fra 1907)
 For alternative betydninger, se Den glade Enke (flertydig). (Se også artikler, som begynder med Den glade Enke)
 Ikke at forveksle med filmen fra 1906: Den glade Enke.
Den glade Enke er en dansk stumfilm fra 1907 produceret af Nordisk Films Kompagni instrueret af Viggo Larsen. Den er baseret på Franz Lehárs operette af samme navn fra 1905.

## Handling
I det fiktive og fattige balkanfyrstedømme Pontevedrino udspiller sig et kærlighedsdrama. Grev Danilo må af standsmæssige årsager ikke gifte sig med bondepigen Hanna. Fuld af hjertesorg flytter han til Paris, mens hun bliver forlovet med en rig bankier, der kort efter dør og efterlader hende sin store formue. Baron Zeta af Pontevedrino ser nu sit snit til at få Hanna gift med en landsmand, så hendes millioner kan redde fyrstedømmet fra bankerot. Selvom planen først ser ud til at lykkes, har skæbnen noget andet i vente for Hanna.
Filmen er en adaption af den østrigske komponist Franz Lehárs populære danseoperette fra 1905 af samme navn. Der er kun bevaret et fragment fra midten af filmen, der blandt andet indeholder en montenegrinsk nationaldans. Fragmentet indeholder blot en enkelt mellemtekst på svensk.

## Medvirkende
- Oda Alstrup, Den glade Enke
- Viggo Larsen